# Amblyopone michaelseni
Amblyopone michaelseni är en myrart som beskrevs av Auguste-Henri Forel 1907. Amblyopone michaelseni ingår i släktet Amblyopone och familjen myror. Inga underarter finns listade i Catalogue of Life.

## Bildgalleri

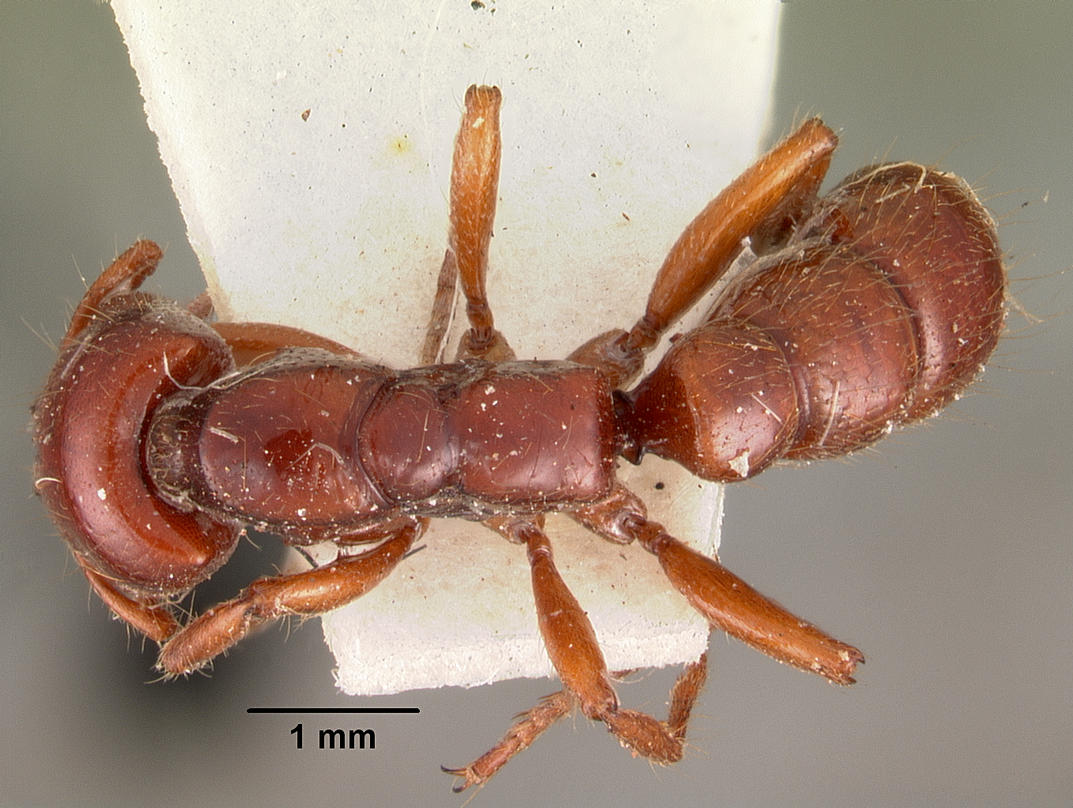
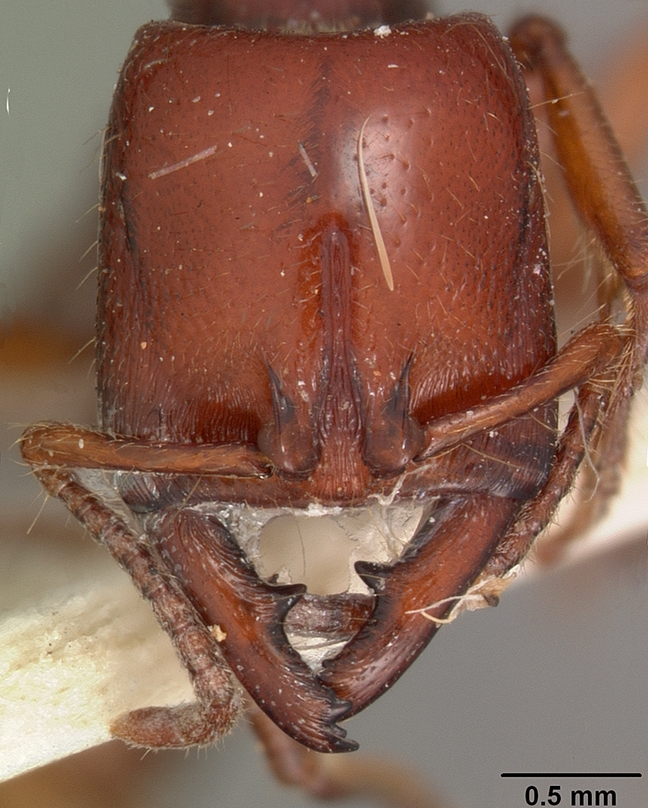
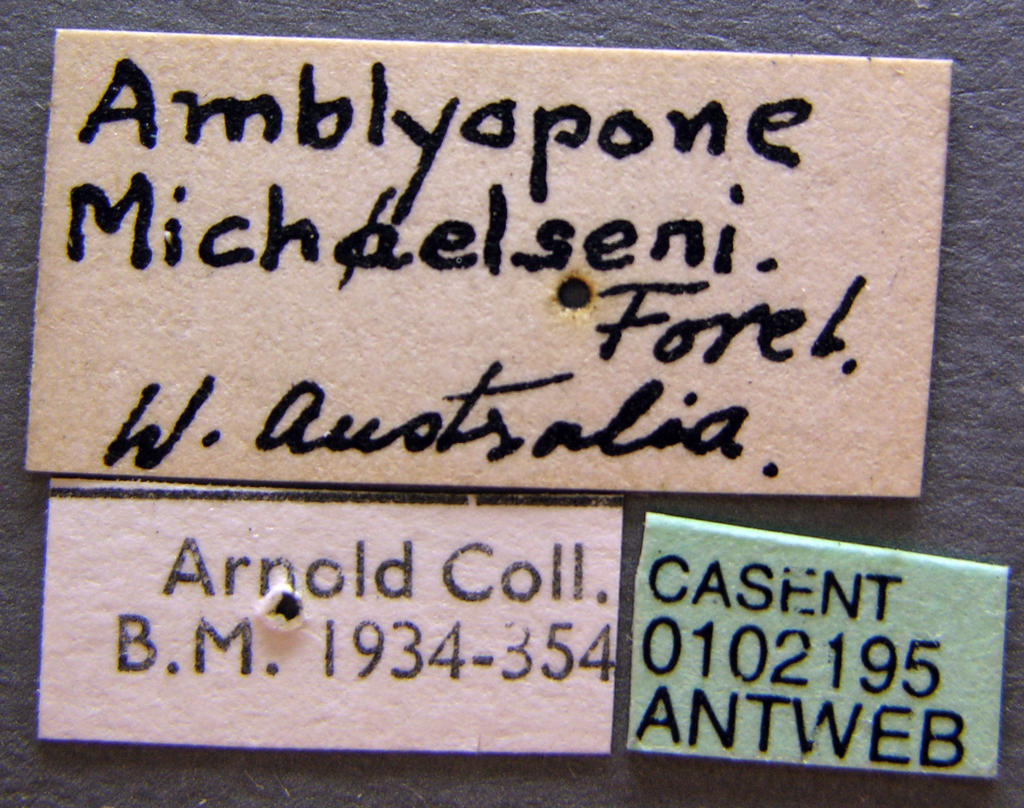
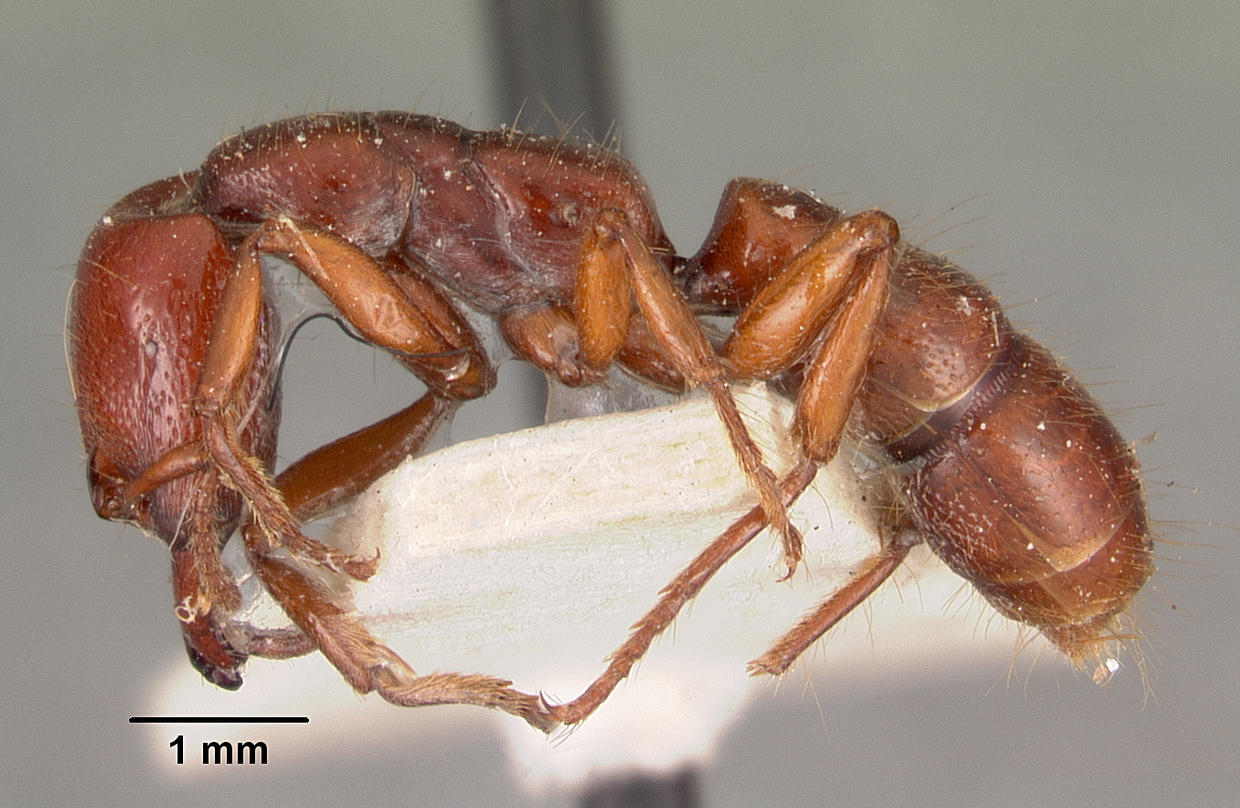
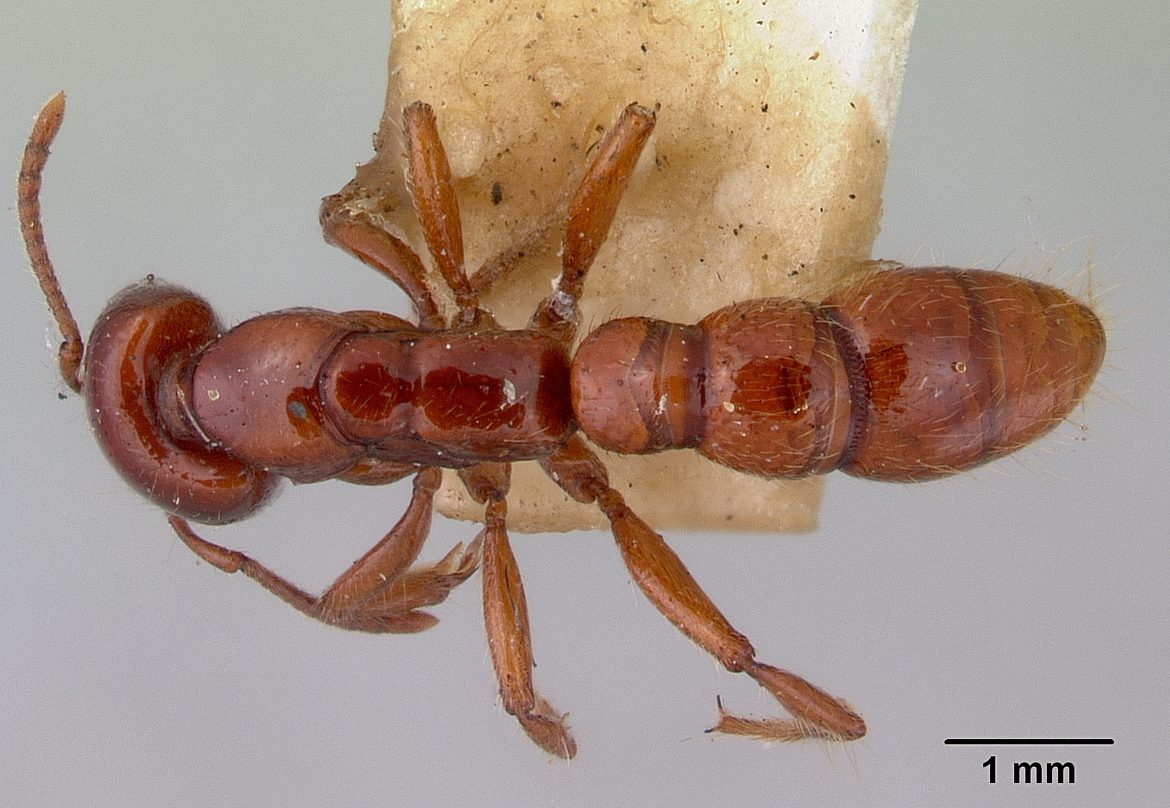
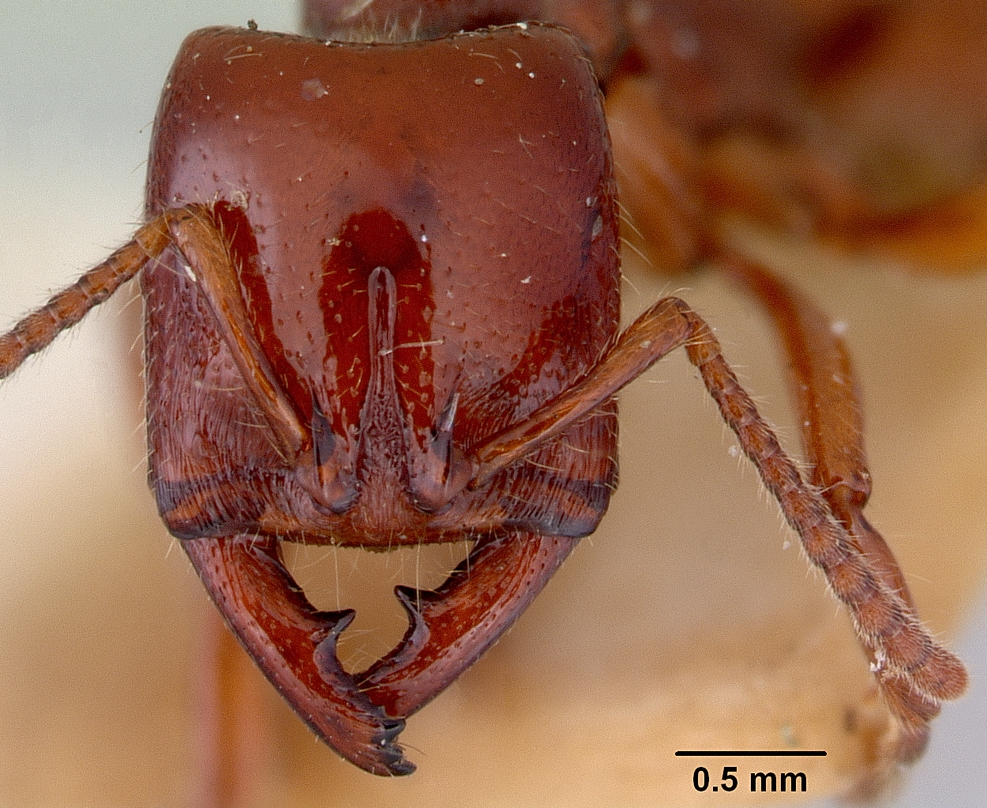